# Ferenta stolliana
Ferenta stolliana là một loài bướm đêm trong họ Noctuidae.